# Deliathis nivea
Deliathis nivea är en skalbaggsart som beskrevs av Bates 1869. Deliathis nivea ingår i släktet Deliathis och familjen långhorningar.
Artens utbredningsområde är:
- Costa Rica.
- Guatemala.
- Honduras.
- Nicaragua.
- Panama.

Inga underarter finns listade i Catalogue of Life.